# Guitarra Portuguesa (álbum)
Guitarra Portuguesa (1980) é um álbum do guitarrista português António Chainho.
Na reedição em CD de 1993, o disco conta com a participação de José Maria Nóbrega e Raúl Silva e em concreto com Frei Hermano da Câmara (em "Jesus"), Paulo de Carvalho (em "Lisboa Menina e a Moça" e "O Homem das Castanhas"), Martinho da Assunção (em "Balada para uma Velhinha") e Teresa Silva Carvalho (em "Amar").

## Faixas
1. Cada Esquina tem seu Berço
2. Gaivotas ao Anoitecer
3. Madrugada no Bairro
4. Jesus
5. Escadinhas do Duque
6. Lisboa Menina e a Moça
7. A Noite Caiu no Cais
8. Balada para uma Velhinha
9. Velha Fragata
10. O Homem das Castanhas
11. Manhã de Lisboa
12. Amar

Faixas 1, 2, 3, 5, 7, 9 e 11 compostas por António Chainho.